# Helmar Lerski

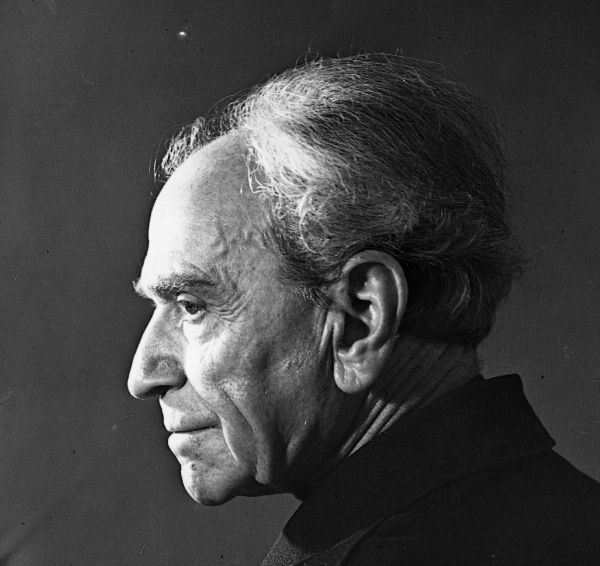
Helmar Lerski. 1946

Helmar Lerski (hebräisch הֶלְמַר לֶרְסקי; * 18. Februar 1871 in Straßburg; † 29. September 1956 in Zürich), geboren als Israel Schmuklerski, später auch: Hjalmar Lerski, war ein Schweizer Fotograf, Standfotograf, Kameramann und Filmregisseur.

## Leben
Der Sohn des polnisch-jüdischen Auswandererehepaares Lea und Getzel Schmuklerski aus Zgierz wuchs seit 1876 im später eingemeindeten Zürcher Quartier Aussersihl auf, wo die Familie am 28. August 1887 die schweizerische Staatsbürgerschaft erhielt. Am 3. Januar 1893 reiste er in die USA und trat in Chicago, Milwaukee und New York City an deutschsprachigen Bühnen als Schauspieler auf. Seit dem 30. April 1897 nannte er sich Helmar Lerski.
1910 richtete er sich in Milwaukee zusammen mit seiner Frau Emilie ein Fotoatelier ein. Ab 1911 erschienen seine Bildpublikationen. Damit und bei Ausstellungen machte er sich rasch einen Namen als innovativer Porträtfotograf. 1914/15 lehrte er als Gastdozent für deutsche Sprache und Literatur an der University of Texas at Austin.
1915 kehrte er nach Europa zurück und wurde Kameramann und Fotograf in Berlin. Er arbeitete für verschiedene Produktionsfirmen und wurde wegen seiner hervorragenden Fertigkeiten mit technisch anspruchsvollen Aufgaben wie Paul Lenis Das Wachsfigurenkabinett betraut. Lerski, der nach dem Tod seiner 1921 verstorbenen ersten Frau im Jahr 1922 Anneliese Margarete Wolfkamp geheiratet hatte, war von 1925 bis 1927 technischer Leiter für die Schüfftan-Fotografie bei der Deutschen Spiegeltechnik GmbH & Co, die bei Fritz Langs Metropolis eingesetzt wurde. 1925 war er für Arnold Fanck an dessen Film Der heilige Berg als Kameramann neben Sepp Allgeier und Hans Schneeberger mit Darstellern wie Leni Riefenstahl und Luis Trenker beteiligt.
Um 1928 arbeitete er wieder als Porträtfotograf und veröffentlichte 1930 unter dem Titel «Köpfe des Alltags» eine Bilderserie mit Fotos von unbekannten, einfachen Menschen. Danach reiste Lerski im Auftrag des französischen Verlegers Charles Peignot nach Palästina Palästina und versuchte dort mit einer Bilderfolge «Visages Juifs» das «typisch Jüdische» zu zeigen. Im Herbst 1932 reiste er wieder dorthin, und als 1933 die Nationalsozialisten die Macht in Deutschland übernahmen, blieb er im Nahen Osten und schuf zwischen 1930 und 1935 eine Porträtserie von über 500 Fotografien. Die ganze Bildserie nannte Lerski schliesslich «Araber und Juden».
1936 entstand seine 1982 veröffentlichte Fotoserie Metamorphosen. Von einem einzigen jungen Mann fertigte er in Tel Aviv rund 170 fotografische Großaufnahmen des Gesichts an. Außer Fotos schuf Lerski zu dieser Zeit auch einige Kurz-Dokumentarfilme, bei denen er selbst Regie führte. 1937/38 reiste er nach Frankreich und England, um seine Werke zu präsentieren. 1939 bis 1941 leitete er die Filmabteilung der jüdischen Gewerkschaft Histadrut (הָהִסְתַּדְּרוּת הַכְּלָלִית שֶׁל הָעוֹבְדִים בְּאֶרֶץ יִשְׂרָאֵל). Neben Dokumentarfilmen schuf er 1945 bis 1947 den Marionettenfilm Baalam’s Story. Helmar Lerskis letzter Film Adamah (= Erde) aus dem Jahr 1948 erzählt die Geschichte von der Ankunft und dem Einleben des jungen Holocaust-Überlebenden Benjamin im Kinder- und Jugenddorf Ben Shemen.
Am 22. März 1948 verließ Helmar Lerski zusammen mit seiner Frau Palästina und kehrte nach Zürich zurück.

## Fotoarbeiten Lerskis

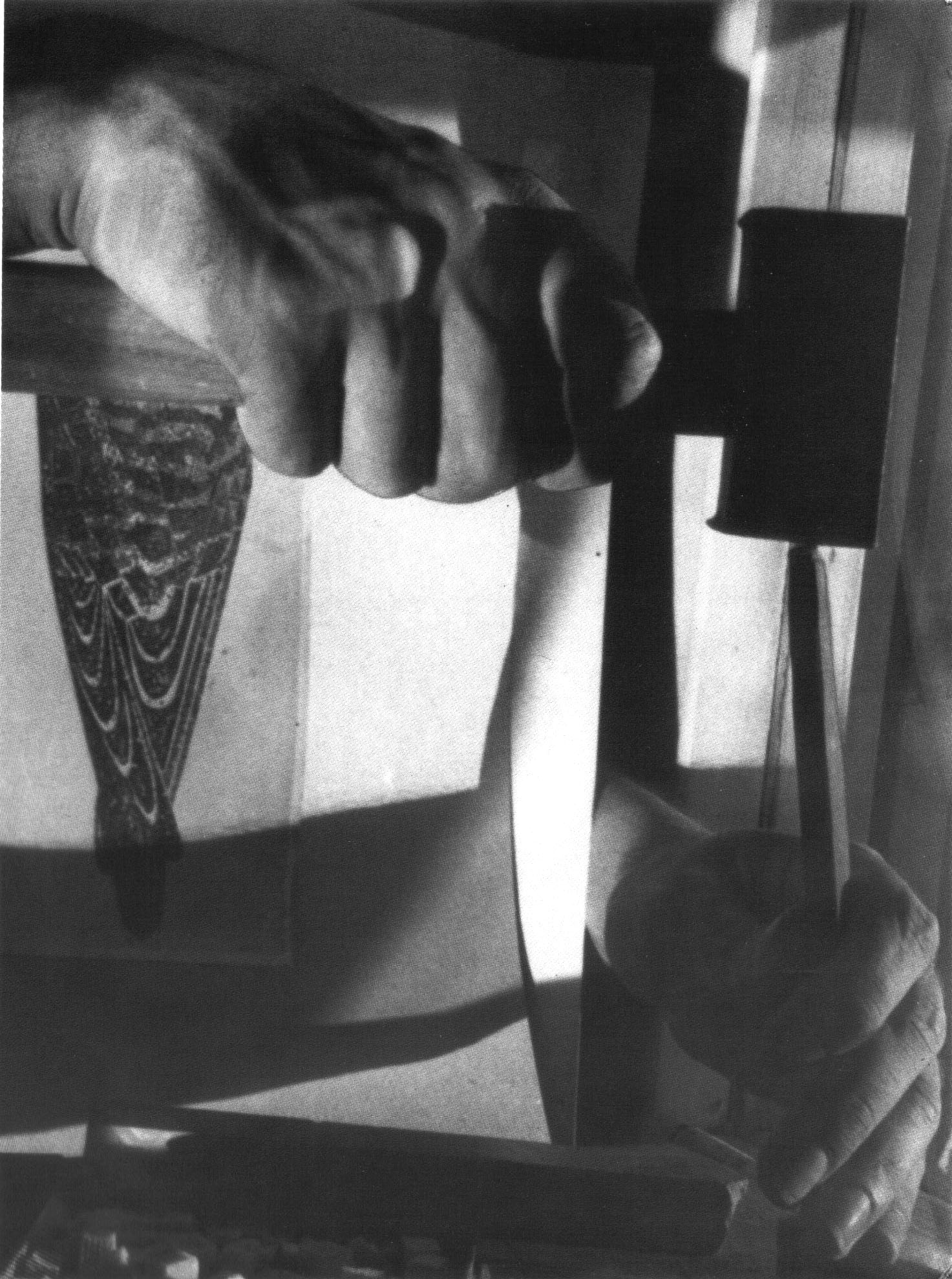
Aus der Serie Human Hands (1933–1940)
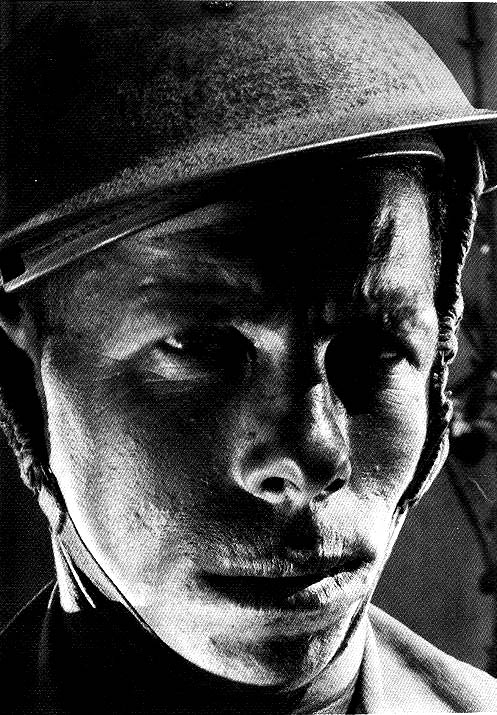
Aus der Serie Jewish Soldiers (1942–1943)

## Ausstellungen (Auswahl)
- 1912: Helmar Lerski, Portraits, Annual Convention of Photographer's Association of America, Philadelphia
- 1929: Fotografie der Gegenwart, Museum Folkwang, Essen (weitere Stationen: Galerie Neumann-Nierendorf, Berlin; Kestner-Gesellschaft, Hannover; Lichthof des Neuen Rathauses, Dresden; Ausstellungsgebäude am Adolf-Mittag-See, Magdeburg; Kunstverein Rostock)
- 1929: Internationale Ausstellung des Deutschen Werkbunds ‚Film und Foto‘, Stuttgart (weitere Stationen: Zürich, Berlin, Danzig, Wien, Agram)
- 1930: Gezeichnet oder geknipst? Kunstblatt-Ausstellung im Reckendorf-Haus, Berlin (weitere Stationen: Frankfurter Kunstverein; Kunstgewerbemuseum Köln; Nassauischer Kunstverein Wiesbaden; Kunstkring Groningen/Niederlande; Kunstverein Halle)
- 1936: Helmar Lerski, Metamorphosis through Light, Divan Art Gallery, Jerusalem
- 1941: Helmar Lerski, 30 Years of Photographic Works, National Bezalel Museum, Jerusalem
- 1945: Helmar Lerski, Human Hands, Tel Aviv Museum, Tel Aviv
- 1948: Helmar Lerski, Verwandlungen durch Licht, Kunstgewerbemuseum, Zürich
- 1954: Subjektive Fotografie 2, Staatliche Schule für Kunst und Handwerk, Saarbrücken
- 1955: Photographies de Helmar Lerski, Musée de l'État, Luxembourg
- 1958: Helmar Lerski, Bruder Mensch, Staatliche Landesbildstelle, Hamburg
- 1961: Helmar Lerski, Der Mensch mein Bruder, Paulskirche, Frankfurt/Main (weitere Stationen 1962: Landeshaus, Münster; Stadttheater, Bremerhaven)
- 1971: Photo Eye of the 20's, George Eastman House, Rochester, New York
- 1980: Avantgarde-Photography in Germany 1919-1939, San Francisco Museum of Modern Art
- 1982: Helmar Lerski, Lichtbildner, Museum Folkwang, Essen
- 1987: Helmar Lerski, Metamorphose, Maison de la Culture, Amiens
- 1990: Helmar Lerski, Verwandlungen durch Licht 1936, Galerie Kicken-Pauseback, Köln
- 1995: Helmar Lerski, Mission du Patrimoine Photographique, Hôtel Sully, Paris
- 2000: Helmar Lerski: Lichtbilder/Photographs, Art Gallery of Ontario, Toronto
- 2003: Helmar Lerski 1871-1956: Métamorphoses par la lumière, Musées de Strasbourg, Strasbourg
- 2005: Helmar Lerski: Metamorphosen des Gesichts, Fotostiftung Schweiz, Winterthur
- 2009: Helmar Lerski, Der Mensch mein Bruder, Galerie Berinson, Berlin
- 2010: Helmar Lerski, Transformations Through Light, Ubu Gallery, New York
- 2015: Mixed Media (I). About Portrait, Kicken Berlin
- 2018: Helmar Lerski, pionnier de la lumière, Musée d'art et d'histoire du Judaïsme, Paris

## Publikationen
- 1905: H. L. mit E. F. Ruedebusch: Lebt die Liebe!, Berlin. Aphorismen. Zeichnung von Fidus.
- 1931: Köpfe des Alltags: Unbekannte Menschen gesehen von Helmar Lerski: 80 Lichtbilder, mit einer Einleitung von Curt Glaser, Hermann Reckendorf, Berlin.
- 1953: Ich schreibe mit Licht. Aufsatz.

posthum:
- 1958: der Mensch – mein Bruder: Lichtbilder von Helmar Lerski Text von Louis Fürnberg, Berthold Viertel u. Arnold Zweig (hg. v. Anneliese Lerski), Verlag der Kunst, Dresden.
- 1982: Helmar Lerski, Lichtbildner (hg. v. Ute Eskildsen, Jan-Christopher Horak), Museum Folkwang, Essen. Ausstellungs-Katalog.
- 1982: Verwandlungen durch Licht. Metamorphosis Through Light (hrsg. v. Ute Eskildsen), Luca Verlag, Freren.
- 2002: Florian Ebner: Metamorphosen des Gesichts: Die ‚Verwandlungen durch Licht‘ von Helmar Lerski, Siedl, Göttingen.

## Filmografie
- 1916: Peter Lump
- 1916: Rosa kann alles
- 1916: Die Gräfin Heyers
- 1916: Entehrt
- 1916: Im Bewußtsein der Schuld
- 1917: Der Knute entflohen
- 1917: Die Memoiren der Tragödin Thamar
- 1917: Das Spitzentuch der Fürstin Wolkowska
- 1917: Wenn Tote sprechen
- 1917: Am Abgrund
- 1917: Erloschene Augen. Tragödie eines blinden Kindes
- 1917: Ahasver (3 Teile)
- 1918: Der Taktstock Richard Wagners
- 1918: Weg der Erlösung
- 1918: Das Licht des Lebens
- 1918: Der Mann im Monde
- 1918: Rächende Liebe
- 1918: Das große Opfer
- 1918: Der Herr der Welt
- 1918: Irrwege der Liebe
- 1918: Sei getreu bis in den Tod
- 1918: Kassenrevision
- 1919: Opium
- 1919: Nerven
- 1920: Durch alle Höllen
- 1921: Kinder der Finsternis, 1. Teil: Der Mann aus Neapel
- 1922: Kinder der Finsternis, 2. Teil: Kämpfende Welten
- 1922: Sie und die Drei
- 1922: Sterbende Völker (2 Teile)
- 1922: Der falsche Dimitry
- 1923: Inge Larsen
- 1924: Das Wachsfigurenkabinett
- 1924: Die Perücke
- 1926: Die Abenteuer eines Zehnmarkscheines
- 1926: Der heilige Berg
- 1926: Dagfin
- 1927: Die Czardasfürstin (Spezialaufnahmen)
- 1929: Sprengbagger 1010
- 1935: Hebräische Melodie (Hebrew Melody)
- 1935: Avodah
- 1941: Labour Palestine?
- 1947: Baalam's Story
- 1948: Adamah (Erde)